# Caupolicán Peña
Rubén Caupolicán Peña Reyes (Carahue, provincia de Cautín, 15 de septiembre de 1930) es un exfutbolista, entrenador y profesor normalista chileno. Hijo de Gumercinda Reyes Vargas y Arturo Peña Ramírez, quien fue presidente del club de fútbol  Manuel Plaza en Carahue del cual Caupolicán Peña fue la "mascota" desde que tuvo 3 años de edad. Jugaba originalmente de defensa central y su primer y único equipo fue el Colo-Colo, donde destacó como lateral derecho.
Primer Presidente del Sindicato de Futbolistas Profesionales de Chile (1960-1962).

## Educación
Realizó sus estudios primarios en la localidad de Carahue para luego continuarlos en la Escuela Normal de Victoria, ahí luego de seis años se licenció de profesor en 1949, comenzando a ejercer en 1950 en Nueva Imperial. En 1952 motivo de su traspaso al fútbol profesional continuó con su carrera como profesor en Santiago en la Escuela N.º 3 de San Bernardo, en la jornada de la tarde puesto que en las mañanas se dedicaba a entrenar.

## Trayectoria

### Como jugador

#### Amateurismo
Su carrera deportiva la comenzó en paralelo a su carrera como profesor alternando en ambas actividades, jugando en la Escuela Normal y formando parte del seleccionado de las regiones del Biobío y de la Araucanía, siendo luego campeón de la zona Sur de Chile. En 1949 visitó Santiago con el equipo de la Escuela Normal de Victoria, saliendo campeones en la Olimpíada de Escuelas Normales, en ese equipo también destacaron José Santos Arias y Germán Fiedler V.

### Profesionalismo
Su traspaso a Colo-Colo se efectuó por intermedio de Humberto Vivanco Mora, director de Colo-Colo y director general de educación primaria, siendo contratado en abril de 1951.
En Colo Colo su puesto de zaguero estaba muy bien defendido por Arturo Farías y como suplente aparecía Plinio Bustamente, motivo por el cual fue ubicado como lateral derecho, puesto que defendió por doce años desde 1951 hasta 1962 desde su debut hasta el retiro, en el que fue su único equipo Colo-Colo. Su debut se registró frente a Santiago Wanderers quienes eran los locales lo que no impidió que Colo-Colo ganase por 1-2, el segundo partido que hizo fue contra Santiago Morning para luego alternar entre el primer equipo y la reserva.

### Selección nacional
Fue internacional con la selección de fútbol de Chile entre 1954 y 1958, completando un total de 15 partidos jugados 3 de ellos en carácter amistoso y los 12 restantes por partidos oficiales, su debut por el combinado nacional fue frente al equipo peruano Club Mariscal Sucre de Deportes (reforzado con 5 jugadores del también peruano Club Sporting Tabaco) el 30 de enero de 1954 con un triunfo para el local Chile por 2-0; su último actuación como seleccionado fue en un partido oficial válido por la eliminatorias para el Mundial de 1958 frente a la selección de Argentina donde Chile de local cayó por 0-2, terminando así su participación en dos eliminatorias mundialistas: las de 1954 y 1958.

#### Participaciones en Copa América
| Copa América                 | Sede | Resultado | Partidos |
| ---------------------------- | ---- | --------- | -------- |
| Campeonato Sudamericano 1957 | Perú | 6° lugar  | 6        |

#### Participaciones en eliminatorias a la Copa del Mundo
| Eliminatoria              | Sede   | Resultado | Partidos |
| ------------------------- | ------ | --------- | -------- |
| Eliminatorias Suiza 1954  | Suiza  | Eliminado | 2        |
| Eliminatorias Suecia 1958 | Suecia | Eliminado | 3        |

### Como entrenador
Su recorrido es más amplio, comenzó en Colo-Colo en 1964. En 1966 en Ñublense de Chillán, al año siguiente, 1967, fue a Green Cross - Temuco, equipo que dirigió hasta mediados de 1970. Medio año en O'Higgins y en 1971 a Huachipato, los dos años siguientes, 1972 y 1973 en La Serena.
Vuelta a Santiago para dirigir a Palestino entre 1974 y 1980, los dos siguientes, 1981 y 1982 en Everton de Viña del Mar, de regreso a Santiago para dirigir en 1983 a Unión Española y a Audax Italiano en 1984.
Sus actuaciones lo llevaron a dirigir en el inicio de 1977 a la selección de Chile en las eliminatorias del Mundial 1978 (Argentina), que tuvo al mejor portero de 1977, Mario Osbén. Posteriormente, vuelve a dirigir a Palestino hasta el año 1980.
Sus principales logros fueron con este último equipo, Palestino, fue coronarse campeón de la Copa Chile en 1977 y de la Primera División 1978.

## Clubes

### Como jugador
| Club      | País  | Año       |
| --------- | ----- | --------- |
| Colo-Colo | Chile | 1951-1962 |

### Como entrenador
| Club               | País  | Año       | PJ  | PG | PE | PP |
| ------------------ | ----- | --------- | --- | -- | -- | -- |
| Colo-Colo          | Chile | 1964      | 34  | 18 | 4  | 12 |
| Ñublense           | Chile | 1966      | 30  | 12 | 8  | 10 |
| Green Cross-Temuco | Chile | 1967-1970 | 131 | 46 | 36 | 49 |
| O'Higgins          | Chile | 1970      | 18  | 7  | 5  | 6  |
| Huachipato         | Chile | 1971      | 34  | 10 | 11 | 13 |
| Deportes La Serena | Chile | 1972-1973 | 68  | 27 | 21 | 20 |
| Palestino          | Chile | 1974-1976 | 151 | 81 | 44 | 26 |
| Selección de Chile | Chile | 1977      | 9   | 3  | 2  | 4  |
| Palestino          | Chile | 1978-1980 | 124 | 62 | 34 | 38 |
| Everton            | Chile | 1981-1982 | 83  | 30 | 26 | 27 |
| Unión Española     | Chile | 1983      | 60  | 17 | 14 | 29 |
| Audax Italiano     | Chile | 1984      | 40  | 12 | 12 | 16 |

## Palmarés

### Campeonatos nacionales

#### Como jugador
| Título                    | Club      | País  | Año  |
| ------------------------- | --------- | ----- | ---- |
| Primera División de Chile | Colo-Colo | Chile | 1953 |
| Primera División de Chile | Colo-Colo | Chile | 1956 |
| Copa Chile                | Colo-Colo | Chile | 1958 |
| Primera División de Chile | Colo-Colo | Chile | 1960 |

#### Como entrenador
| Título                    | Club      | País  | Año  |
| ------------------------- | --------- | ----- | ---- |
| Copa Chile                | Palestino | Chile | 1975 |
| Primera División de Chile | Palestino | Chile | 1978 |